# Вашгерд

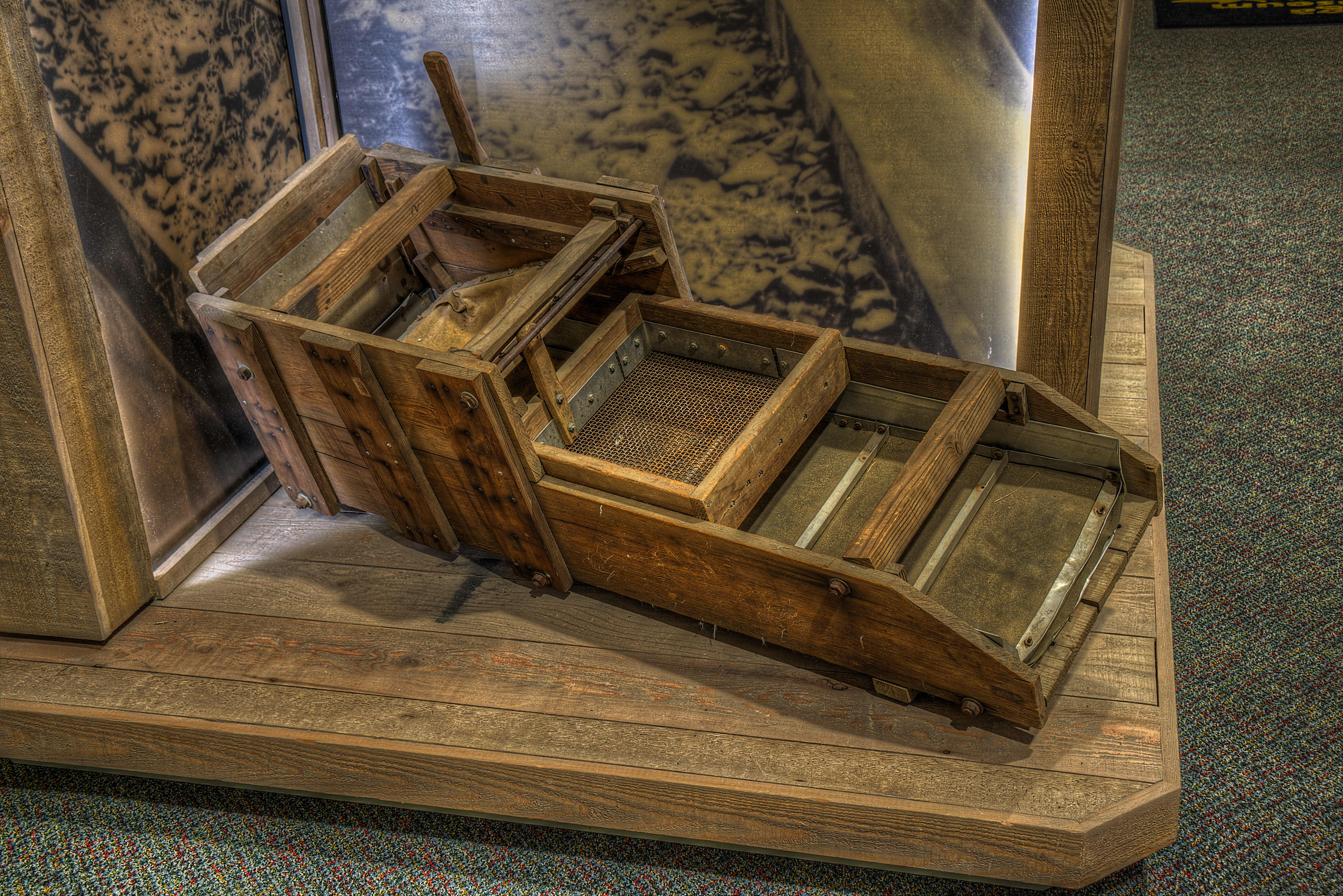
Вашгерд в музее

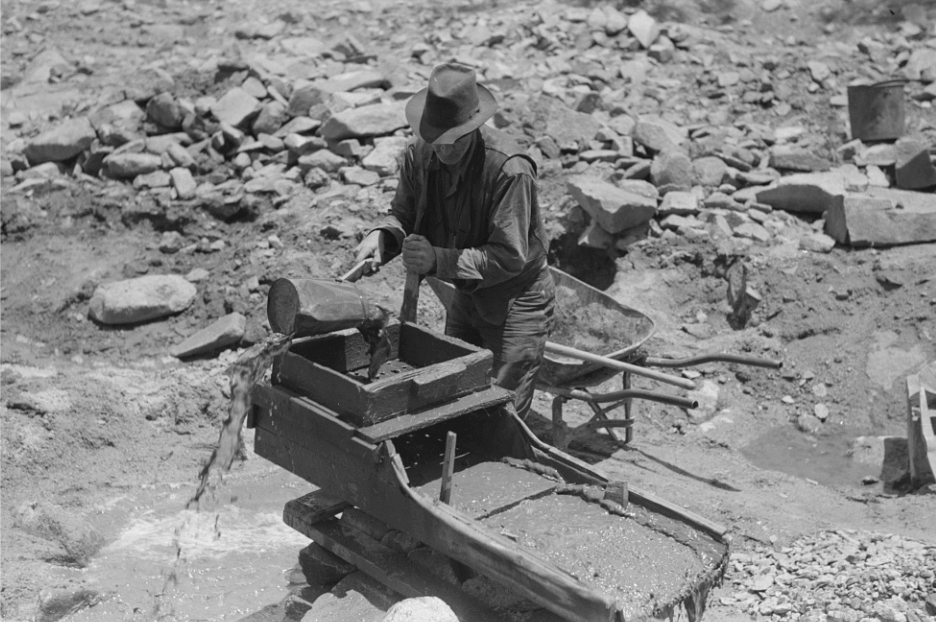
Золотодобытчик пользуется вашгердом в Пинос-Альтос, штат Нью-Мексико, США (1940)

Вашгерд — простейший прибор для промывки золотоносных песков. Вашгерд, используемый для сокращения серого шлиха на чёрный и отбивки из последнего золота называется «доводным» вашгердом.

## Устройство
В общем, вашгерд — короткий, широкий жёлоб, глубиной около 35 см, длиной 2,5 м, шириной 105 см, устанавливаемый с уклоном 10-18 см на всю длину с двумя поперечными плинтусами в 6,25 см. Ручные вашгерды, применяющиеся при разведках, имеют всего два фута длины (60 см). На верхнюю часть вашгерда, так называемую «головку», заваливают 2—3 пуда песка, пускают воду, «протирают» гребком песок, разминая комки глины и завертывая шлам к головке. Когда на вашгерде останется мало песка, делают новую завалку и т. д. Закончив «протирание» 12—18 пудов «сокращают на серый шлих»: уменьшают приток воды, снимают поперечные плинтусы и гребком подворачивают песок к головке. Собрав полученный серый шлих, сокращают его, гребком на короткой рукоятке подворачивая его к головке вашгерда. Уменьшив ещё приток воды, разравнивают чёрный шлих и щеткой «отбивают золото». Когда золото становится заметным, собирают шлих в «съёмы», просушивают и магнитом извлекают магнитный железняк из шлиха. Если золото в песке очень мелкое, то на головку вашгерда прибавляют ртути. Вашгерд дешев, протирка золотоносных песков идет на нём чисто, но производительность его мала, а работа на нём, особенно «доводка», требует навыка.